# 黑斑齿刺蛛
黑斑齿刺蛛（学名：[Bolyphantes nigromaculata] 错误：{{Lang}}：文本有斜体标记（帮助））为皿蛛科齿刺蛛属的动物。在中国大陆，分布于吉林、黑龙江等地，一般生活于潮湿草丛。该物种的模式产地在吉林长春)、黑龙江哈尔滨。